# Wit-Rusland op de Paralympische Winterspelen 2014
Wit-Rusland is een van de landen die deelneemt aan de Paralympische Winterspelen 2014 in Sotsji, Rusland.

## Medailleoverzicht
| Sport      | Paralympiër                                  | Onderdeel                    | Medaille |
| ---------- | -------------------------------------------- | ---------------------------- | -------- |
| Biatlon    | Vasili Shaptsiaboi Gids: Mikhail Lebedzeu    | 7.5 km, visueel beperkt (m)  | Brons    |
| Biatlon    | Vasili Shaptsiaboi Gids: Mikhail Lebedzeu    | 12.5 km, visueel beperkt (m) | Brons    |
| Langlaufen | Yadviha Skorabahtaya Gids: Iryna Nafranovich | 15 km, visueel beperkt (v)   | Brons    |

## Deelnemers en resultaten
(m) = mannen, (v) = vrouwen 

### Biatlon
| Paralympiër                                  | Onderdeel                    | Resultaat | Prestatie      |
| -------------------------------------------- | ---------------------------- | --------- | -------------- |
| Dzmitry Loban                                | 7.5 km, zittend (m)          | 6e        | 22:18.7        |
| Dzmitry Loban                                | 12.5 km, zittend (m)         | 8e        | 37:51.7        |
| Dzmitry Loban                                | 15 km, zittend (m)           | 7e        | 46:12.9        |
| Yauheni Lukyanenka                           | 7.5 km, zittend (m)          | 11e       | 23:47.5        |
| Yauheni Lukyanenka                           | 15 km, zittend (m)           | DNF       | Niet gefinisht |
| Yauheni Lukyanenka                           | 15 km, zittend (m)           | 8e        | 44:19.1        |
| Vasili Shaptsiaboi Gids: Mikhail Lebedzeu    | 7.5 km, visueel beperkt (m)  | Brons     | 21:06.6        |
| Vasili Shaptsiaboi Gids: Mikhail Lebedzeu    | 12.5 km, visueel beperkt (m) | Brons     | 31:59.0        |
| Vasili Shaptsiaboi Gids: Mikhail Lebedzeu    | 15 km, visueel beperkt (m)   | 6e        | 40:30.1        |
| Siarhei Silchanka                            | 7.5 km, staand (m)           | 14e       | 21:21.8        |
| Siarhei Silchanka                            | 12.5 km, staand (m)          | 11e       | 33:07.2        |
| Siarhei Silchanka                            | 15 km, staand (m)            | 11e       | 40:38.7        |
|                                              |                              |           |                |
| Lidziya Hrafeyeva                            | 6 km, zittend (v)            | 9e        | 20:45.8        |
| Lidziya Hrafeyeva                            | 10 km, zittend (v)           | 7e        | 36:56.5        |
| Lidziya Hrafeyeva                            | 12.5 km, zittend (v)         | 8e        | 47:23.8        |
| Yadviha Skorabahataya Gids: Iryna Naranovich | 6 km, visueel beperkt (m)    | 6e        | 22:50.9        |
| Larysa Varona                                | 6 km, staand (v)             | 12e       | 22:57.3        |
| Larysa Varona                                | 10 km, staand (v)            | DNF       | Niet gefinisht |
| Larysa Varona                                | 12.5 km, staand (v)          | 11e       | 46:25.1        |

### Langlaufen
| Paralympiër                                                                                                | Onderdeel                        | Resultaat | Prestatie      |
| --- | -------------------------------- | --------- | -------------- |
| Dzmitry Loban                                                                                              | 1 km sprint, zittend (m)         | 13e       | Kwalificatie   |
| Dzmitry Loban                                                                                              | 10 km, zittend (m)               | 11e       | 33:27.8        |
| Yauheni Lukyanenka                                                                                         | 1 km sprint, zittend (m)         | 9e        | Halve finale   |
| Yauheni Lukyanenka                                                                                         | 10 km, zittend (m)               | 12e       | 33:34.8        |
| Vasili Shaptsiaboi Gids: Mikhail Lebedzeu                                                                  | 1 km sprint, visueel beperkt (m) | 12e       | Kwalificatie   |
| Vasili Shaptsiaboi Gids: Mikhail Lebedzeu                                                                  | 10 km, visueel beperkt (m)       | 5e        | 24:52.8        |
| Vasili Shaptsiaboi Gids: Mikhail Lebedzeu                                                                  | 20 km, visueel beperkt (m)       | DNF       | Niet gefinisht |
| Siarhei Silchanka                                                                                          | 1 km sprint, staand (m)          | 16e       | Kwalificatie   |
| Siarhei Silchanka                                                                                          | 10 km, staand (m)                | 15e       | 25:49.8        |
| Siarhei Vauchunovich                                                                                       | 1 km sprint, staand (m)          | 23e       | Kwalificatie   |
| Siarhei Vauchunovich                                                                                       | 10 km, staand (m)                | 25e       | 27:55.0        |
| Siarhei Vauchunovich                                                                                       | 20 km, staand (m)                | 11e       | 1:00:50.6      |
| |                                  |           |                |
| Lidziya Hrafeyeva                                                                                          | 1 km sprint, zittend (v)         | 13e       | Kwalificatie   |
| Lidziya Hrafeyeva                                                                                          | 5 km, zittend (v)                | 17e       | 19:13.0        |
| Valiantsina Shyts                                                                                          | 1 km sprint, zittend (v)         | 11e       | Halve finale   |
| Valiantsina Shyts                                                                                          | 5 km, zittend (v)                | 11e       | 17:54.3        |
| Valiantsina Shyts                                                                                          | 12 km, zittend (v)               | 11e       | 42:57.9        |
| Yadviha Skorabahtaya Gids: Iryna Nafranovich                                                               | 5 km, visueel beperkt (v)        | 5e        | 14:39.6        |
| Yadviha Skorabahtaya Gids: Iryna Nafranovich                                                               | 15 km, visueel beperkt (v)       | Brons     | 55:46.5        |
| Larysa Varona                                                                                              | 1 km sprint, staand (v)          | 14e       | Kwalificatie   |
| Larysa Varona                                                                                              | 5 km, staand (v)                 | 14e       | 16:02.4        |
| Larysa Varona                                                                                              | 15 km, staand (v)                | 4e        | 51:46.9        |
| Liudmila Vauchok                                                                                           | 1 km sprint, zittend (v)         | 10e       | Halve finale   |
| Liudmila Vauchok                                                                                           | 5 km, zittend (v)                | 6e        | 17:25.7        |
| Liudmila Vauchok                                                                                           | 12 km, zittend (v)               | 6e        | 40:56.1        |
| |                                  |           |                |
| Siarhei Silchanka Larysa Varona Liudmila Vauchok Siarhei Vauchunovich                                      | 4 x 2.5 km, estafette gemengd    | 8e        | 29:27.9        |
| Yauheni Lukyanenka Vasili Shaptsiaboi Gids: Mikhail Lebedzeu Yadviha Skorabahataya Gids: iryna Nafranovich | 4 x 2.5, estafette open          | 5e        | 26:04.2        |